# Еліас Бікерман
Еліас Бікерман (англ. Elias Joseph Bickerman; фр. Élie Bikerman; нім. Elias Bickermann; 7 липня 1897 року, Кишинів — 31 серпня 1981 року, Єрусалим) — учений греко-римськоЇ історіЇ.

## Біографія
Бікерман народився в Кишиневі, який тоді був частиною Російської імперії, у світській єврейській родині. У 1916 році був призваний до армії, пройшов курс навчання в офіцерській школі, служив до 1918 на південному Кавказі на фронті Першої світової війни. У 1922 році (за деякими джерелами — в 1918 р.) разом з батьками і братом емігрував до Німеччини, де продовжив навчання в Гумбольдтівському університеті в Берліні. Там отримав освіту у німецьких класиків та елліністів. У 1929—1933 роках — у тому ж університеті працював приват-доцентом. З 1933 жив і працював у Франції, де опублікував свої класичні студії з елліністики та єврейської історії. У 1934—1940 роках читав лекції у Вищій школі вивчення історії; професор. У 1938—1942 роках очолював відділ у Центрі національних досліджень.
З 1942 року жив у США, де викладав у Новій школі соціальних досліджень (Нью-Йорк), Університеті юдаїзму (Лос-Анджелес), Колумбійському університеті (професор, 1952—1967, Нью-Йорк) та Єврейської теологічної семінарії (з 1967 року, Нью-Йорк). Двічі отримував стипендію Гуггенхайма: в 1949 і 1959 рр.. Останні роки життя провів у Ізраїлі.
Член-кореспондент Британської академії (1973).

## Наукова діяльність
Еліас Бікерман працював над дослідженням історії, опрацьовував документи. Його дослідження ходу повстання Маккавеїв було дуже впливовим. Замість більш традиціоналістського прочитання злого царя Селевкідів, який бореться з об'єднаною єврейською опозицією, Бікерман підкреслив, що більша частина конфлікту була у внутрішній єврейській напруженості в Юдеї того часу. Він показав, що керівництво Хасмонеїв не було таким антиелліністським, як часто зображують, принаймні після отримання частки автономії. Він також навів вагомі аргументи на користь автентичності документів, знайдених у книзі 2 Маккавеїв, показавши, що вони збігаються з іншими документами Селевкідів тієї епохи, мають правильні назви та загалом правдоподібні. Бікерман — автор книг «Держава Селевкідів» (1938), «Хронологія древнього світу» (1962, 1968 — розширене видання роботи німецького періоду, 1933), «Чотири необізнаності, Екклезіаст, Есфір» (1968), «Культ суверенів у Римській імперії» (французькою мовою, 1973), «Давня історія Західної цивілізації» (1976), «Релігії та політика в елліністичний та римський періоди» в епоху еллінізму".
Тритомні збірки наукових статей І. І. Бікермана з давньої історії юдаїзму та християнства англійською, французькою та німецькою мовами) вийшли у 1976—1986 роках.

## Твори Бікермана
Неповний список книг включає:
- Бог Маккавеїв (Берлін, 1937; англійський переклад, 1979)
- Institutions des Séleucides (Париж, 1938)
- Від Ездри до останнього з Маккавеїв (Нью-Йорк, 1962)
- Дослідження єврейської та християнської історії (3 томи, Лейден, 1976—1986)
- Релігія і політика в елліністичний і римський періоди (Комо, 1985)
- Євреї в Грецьку епоху (Кембридж, Массачусетс, 1990)